# 해운대 더샵 센텀스타
해운대 더샵 센텀스타(영어: Haeundae The Sharp Centum Star)는 대한민국 부산광역시 해운대구 재송동 센텀시티에 위치한 마천루이자 초고층 주상복합 아파트 단지이다. 각각 B동 최고 60층 212m, C동 최고 52층 189m, A동 최고 51층 184m 및 지하 5층으로 구성되어 있다.

## 역사
포스코건설이 센텀시티에 아파트를 지을 계획이 있었고 2005년에 3개의 아파트 단지 분양 후 착공하여 2008년 11월 28일에 완공 및 개장하였다. LED조명은 2011년 12월 말에 공사가 시작되어 2012년 새해를 맞이하고 같은 해 3월에 완료하였다.

## 구성
동일한 정사각형 평면을 가진 지상 51층, 지상 60층, 지상 52층인 3개의 타워와 3개층의 포디엄, 총 629세대, 개별난방, 도시가스로 구성되고 지하 5층 주차장(1,850대)으로 구성된다.
| 동 명칭 | 층수 | 높이 |
| ------- | ---- | ---- |
| A동     | 51층 | 184m |
| B동     | 60층 | 212m |
| C동     | 52층 | 189m |

## 높이
서울특별시 강남구에 지어진 삼성 타워팰리스 3차 G동(73층, 265m)보다 낮고 부산광역시에 위치한 마린시티의 해운대 두산위브더제니스(80층, 301m), 해운대 I'PARK(72층, 292m)가 건설되기 전까지는 최고층 아파트였다.

## 특징
아파트는 629가구와 39평형에서 96평형까지 있고 오피스텔은 219실과 25평형에서 39평형까지 있고 24평형에서 39평형까지 있고 모두 848세대가 있다. 아파트 옥상에 헬기가 착륙이 가능하고 밤에는 LED조명이 켜지고 여러 색깔들이 보인다. 횡력저항시스템은 벨트월과 코어월이며 플랫플레이트와 외주부 기둥으로 중력을 저항한다.

## 내부 시설
주용도는 상가가 포함된 주거시설 및 오피스텔이며 지하주차장(1,850대)과 로비가 있으며 아파트 및 오피스텔 시설이 있고 수영장, 헬스장, 골프장, 사우나가 있고 사무실과 포디엄의 지원시설로 구성된 주상복합 건물이다.
| 층수                | 용도                       |
| ------------------- | -------------------------- |
| 2층 ~ 60층          | 아파트 및 오피스텔 시설 등 |
| 1층                 | 로비                       |
| 지하 5층 ~ 지하 1층 | 지하주차장(1,850대)        |

## 같이 보기
- 해운대 더샵 센텀파크
- 대한민국의 마천루 목록
- 부산광역시의 마천루 목록